# Likvidatsia
Likvidàtsia (2007) (in russo Ликвидация?, "L'annientamento") è uno sceneggiato televisivo russo in 14 puntate. 

## Trama
Nel secondo dopoguerra (1946) la città di Odessa è minacciata dal crimine organizzato e dall'attività di gruppi fascisti clandestini. In città l'ispettore di polizia David Gocman è impegnato nel contrasto della criminalità. Stalin pone a capo del distretto militare di Odessa il maresciallo Žukov.